# Toyota Indy 300 2006
Toyota Indy 300 2006 var ett race som var säsongspremiären av IndyCar Series 2006. Racet kördes den 26 mars på Homestead-Miami Speedway.

## Paul Danas död
På tävlingsmorgonen skakades IndyCar och motorvärlden av Paul Danas dödsolycka. Vid 30 års ålder hade han fått en körning med toppteamet Rahal Letterman Racing, och hade kvalat in som nia till debuttävlingen för teamet. Han hade kommit tillbaka efter en ordentlig krasch 2005 och såg ut att ha anpassat sig väl till sitt nya team. Under uppvärmningen drabbades Ed Carpenter av en punktering och kraschade, bilen gled ned för banan, där Dana kom i full fart och träffade Carpenters bil i full kraft, vilket dödade Dana, medan Carpenter klarade sig lindrigare undan.

## Tävlingen
Tävlingen kördes som planerat, och 2005 års mästare vann racet före Hélio Castroneves. Wheldon kände ingen glädje efteråt, utan ägnade sina tankar åt Daqnas fru och familj. Han och Castroneves skildes bara åt av 0,014 sekunder vid målgången, och Wheldons vinst var den första på en oval för Chip Ganassi Racing på tre år. Sam Hornish Jr. blev trea, före Dario Franchitti och Scott Dixon.

## Slutresultat
| Plats | Förare            | Team                     | Grid | Kvaltid |
| ----- | ----------------- | ------------------------ | ---- | ------- |
| 1     | Dan Wheldon       | Chip Ganassi Racing      | 8    | 24,772  |
| 2     | Hélio Castroneves | Marlboro Team Penske     | 2    | 24,513  |
| 3     | Sam Hornish Jr.   | Marlboro Team Penske     | 1    | 24,462  |
| 4     | Dario Franchitti  | Andretti Green Racing    | 7    | 24,766  |
| 5     | Scott Dixon       | Chip Ganassi Racing      | 4    | 24,662  |
| 6     | Kosuke Matsuura   | Fernández Racing         | 14   | 24,843  |
| 7     | Scott Sharp       | Fernández Racing         | 15   | 24,889  |
| 8     | Felipe Giaffone   | A.J. Foyt Enterprises    | 10   | 24,811  |
| 9     | Tomas Scheckter   | Vision Racing            | 12   | 24,833  |
| 10    | Eddie Cheever     | Cheever Racing           | 16   | 24,969  |
| 11    | Tony Kanaan       | Andretti Green Racing    | 5    | 24,729  |
| 12    | P.J. Chesson      | Hemelgarn Racing         | 20   | 25,202  |
| 13    | Bryan Herta       | Andretti Green Racing    | 11   | 24,819  |
| 14    | Buddy Lazier      | Dreyer & Reinbold Racing | 18   | 24,987  |
| 15    | Marco Andretti    | Andretti Green Racing    | 17   | 24,981  |
| 16    | Vitor Meira       | Panther Racing           | 19   | 24,989  |
| 17    | Danica Patrick    | Rahal Letterman Racing   | 3    | 24,658  |
| 18    | Buddy Rice        | Rahal Letterman Racing   | 6    | 24,760  |
| 19    | Paul Dana         | Rahal Letterman Racing   | 9    | 24,796  |
| 20    | Ed Carpenter      | Vision Racing            | 13   | 24,839  |